# Real Federación Española de Tenis
La Real Federación Española de Tenis (RFET), con sede en Barcelona, es el máximo órgano regulador del tenis en España. Su cometido es el gobierno, gestión, administración y reglamentación del deporte del tenis en España.
Está integrada por las federaciones de tenis de ámbito autonómico y por los clubes deportivos, deportistas, técnicos-entrenadores y jueces-árbitros de dicha modalidad deportiva.
A nivel internacional, la RFET es la entidad deportiva que ostenta la representación de España en las actividades y competiciones tenísticas oficiales de carácter internacional celebradas dentro y fuera del territorio español. Es competencia de la RFET la elección de los tenistas que han de integrar las selecciones nacionales de tenis como el Equipo Nacional de Copa Davis.
Los torneos más destacados a nivel internacional en los que ostenta la representación la federación son la Copa Davis y Copa Federación junto con los Juegos Olímpicos dentro de la delegación del Comité Olímpico Español.

## Historia
La Real Federación Española de Tenis fue constituida en septiembre de 1909 como Asociación de Lawn-Tennis de España (ALTE), tras una reunión celebrada en San Sebastián con motivo de los Campeonatos Internacionales que se disputaban allí. La primera competición de alto nivel que comenzó a organizar, fue el Campeonato de España.

## Afiliaciones
La RFET forma parte de la Federación Internacional de Tenis (ITF) y de la Asociación Europea de Tenis (AET), cuya representación ostenta en España con carácter exclusivo.
También se encuentra afiliada al Comité Olímpico Español como federación española con deporte olímpico.

## Presidentes de la RFET
| Presidente                                                  | Período   |
| ----------------------------------------------------------- | --------- |
| Jorge de Satrústegui Barrie                                 | 1909-1923 |
| José Vidal Rivas Güell                                      | 1924-28   |
| José María Sagnier Sanjuanena                               | 1929-1931 |
| Francisco Rodón Casas                                       | 1932-1934 |
| José Luis de Prat                                           | 1935-1936 |
| José Garriga-Nogués y Garriga-Nogués, II Marqués de Cabanes | 1938-1970 |
| Pablo Llorens Reñaga                                        | 1970-1984 |
| Salvador Vidal Nunel                                        | 1984-1985 |
| Agustín Pujol Niubó                                         | 1985-2004 |
| Pedro Muñoz Asenjo                                          | 2005-2009 |
| José Luis Escañuela Romana                                  | 2009-2015 |
| Fernando Fernández-Ladreda Aguirre                          | 2015-2016 |
| Miguel Díaz Román                                           | 2016-     |

## Palmarés selección española de tenis
- Copa Davis (6): (2000, 2004, 2008, 2009, 2011 y 2019).
- Copa Mundial por Equipos (4): (1978, 1983, 1992 y 1997).
- Copa Federación (5): (1991, 1993, 1994, 1995 y 1998).
- Copa Hopman (4): (1990, 2002, 2010 y 2013).
- Copa Davis Juvenil (6): (1991, 1998, 2002, 2004, 2013 y 2018).
- Copa Mundial de Tenis Juvenil (3): (1991, 2000 y 2009).
- Copa ITF Sunshine (7):  (1959, 1971, 1978, 1983, 1986, 1991 y 1992).
- Juegos Olímpicos 12 medallas: (3 oros, 7 platas y 2 bronces). 3 medallas como deporte de demostración: (1 oro, 2 platas).
- Juegos Mediterráneos 51 medallas: (15 oros, 18 platas y 18 bronces).